# Consul chiricanus
Consul chiricanus är en fjärilsart som beskrevs av Johannes Karl Max Röber 1916. Consul chiricanus ingår i släktet Consul och familjen praktfjärilar. Inga underarter finns listade i Catalogue of Life.